# Baríssau
Baríssau (en belarús: Бары́саў [baˈrɨsau̯]; en rus: Бори́сов, Boríssov, i de vegades apareix com a Borisov; en polonès: Borysów; també anomenada Barysau), és una ciutat de Belarús situada prop del riu Berézina a la Província de Minsk. Té una població de 144.945 habitants l'1 de gener de 2015.

## Història
Baríssau és esmentada per primera vegada pel Còdex de Laurenci com si hagués estat fundada (amb el nom de Boríssov) en el 1102 pel príncep Borós Vseslàvovitx, de Polotsk. Durant els següents dos-cents anys, aquesta va ser cremada i més tard reconstruïda una mica més al sud de la seva ubicació original.
Al final del segle xiii passà a formar part del Gran Ducat de Lituània i l'any 1569 després de la Unió de Lublin s'integrà a la Confederació de Polònia i Lituània i finalment quedà annexionada a l'Imperi Rus després de la Segona partició de Polònia l'any 1793.
L'any 1802 hi tingué lloc la batalla del Berézina durant la invasió napoleònica de Rússia, fet que es recrea periòdicament en un festival celebrat a la ciutat, en el museu de la qual es conserva un canó de l'exèrcit del Primer Imperi Francès.
L'any 1871 s'hi va construir una estació de ferrocarril en la línia que unia Moscou i Brest.
Amb la Revolució Russa l'any 1917 passaria a formar part de la Unió Soviètica, però seria ocupada per l'Imperi Alemany i posteriorment per Polònia fins al 1920, en què s'integrà a la República Socialista Soviètica de Belarús.
Durant la Segona Guerra Mundial la ciutat fou ocupada novament pel Tercer Reich alemany entre el 2 de juliol de 1941 i l'1 de juliol de 1944 destruint gran part de la ciutat i construint-hi sis camps de concentració en els quals van morir-hi unes 33.000 persones.

## Indústria

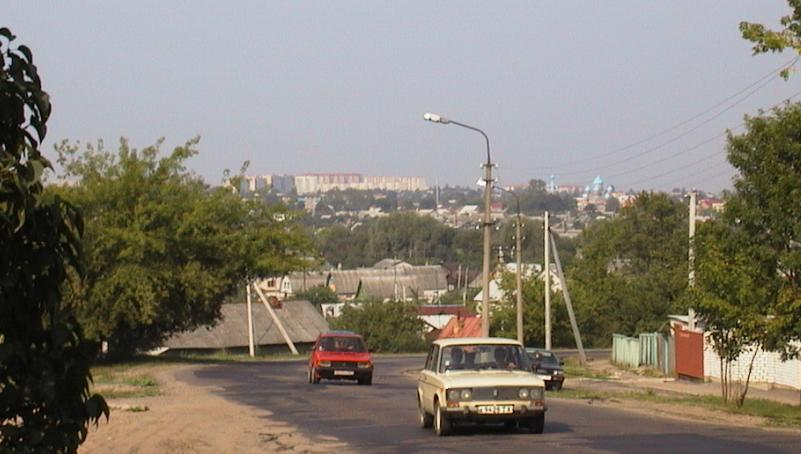
Vista de la ciutat l'any 2002 des d'un turó

Després de la guerra, Baríssau esdevingué un gran centre industrial que s'ha mantingut fins als nostres dies. Es calcula que l'any 2002 hi havia unes 41 grans fàbriques entre les quals destaquen:
- BATE (peces elèctriques per automòbils)
- AGU (avto-gidro-usilitel - peces d'automòbils)
- Medpreparatov - planta farmacèutica
- Agregatov - Planta de turbocompressors
- Borisovdrev

## Esports
És la seu de l'equip de futbol del BATE Borisov campió de la Lliga belarussa de futbol en diverses edicions i que ha participat en múltiples ocasions a la Lliga de Campions de la UEFA.